# Лаасимер, Ливия Рихардовна
Ливия-Мария Рихардовна Лаасимер (эст. Liivia-Maria Laasimer; 21 июня 1918, Юрьев — 26 февраля 1988, Тарту) — эстонский ботаник, специалист по систематике растений, доктор биологических наук (1965).

## Биография и работы
Ливия-Мария Лаасимер родилась 21 июня 1918 года в эстонском городе Тарту.
Лаасимер являлась автором работ по растительности на территории Эстонской ССР, впервые обобщившей результаты картирования растительного покрова и дававшей подробный обзор эстонских растительных сообществ и их распределения. В 1965 году она получила учёную степень высшей в СССР ступени — стала доктором биологических наук.
Ливия Лаасимер — наряду с эстонским ботаником и председателем Эстонского общества натуралистов Теодор Липпмаа, советским и эстонским болотоведом, геоботаником и экологом Виктором Мазингом, геоботаником X. X. Трассом и специалистом по фитоценозу Т. Э.-А. Фрей — являлась представителем одной из «влиятельных» биологических школ (научных направлений) в СССР: эстонское структурно-аналитическое. Её работа была тесно связана с Институтом зоологии и ботаники, расположенном в эстонском Тарту: в его стенах она подготовила и опубликовала свои многочисленные работы; Лаасимер также была связана с ботаническим институтом в Литве и биологическим институтом в Латвии.
8 июля 1975 года Ливия Лаасимер, вместе с геоботаником Эрингис Казис Ионо и чехословацким геоботаником, специалистом по городским ландшафтам, М. Ружичкой вели (на английском языке) заседание по охране окружающей среды в рамках XII международного ботанического конгресса, проходившего в Ленинграде.

## Семья
Муж: Юрий (Георг Вальтер) Лаасимер (1910—1986), лесовод.